# Paraechinus hypomelas
Paraechinus hypomelas é uma espécie de insetívoro da família Erinaceidae. Pode ser encontrado no Irã, Afeganistão, Paquistão, Tadjiquistão, Uzbequistão, Turcomenistão, e em populações isoladas na Arábia Saudita, Omã e Iêmen.